# Spelen van de Kleine Staten van Europa 2011
De Spelen van de Kleine Staten van Europa 2011 vormden de veertiende editie van de Spelen van de Kleine Staten van Europa. Ze werden gehouden van 30 mei tot en met 4 juni 2011. Het gastland van dienst was Liechtenstein. Het was voor de tweede maal in de geschiedenis dat Liechtenstein gastheer was, na 1999. Het land moest zich niet kandidaat stellen om de Spelen te mogen organiseren, aangezien er voor deze Spelen gebruik wordt gemaakt van een rotatiesysteem, waardoor alle landen even vaak de organisatie op zich nemen.
Er werd om de eer gestreden in tien sporten, in negen verschillende steden doorheen het land. In 2009 werd er nog in twaalf sporten gestreden voor de medailles. Voor het eerst in de geschiedenis van de Spelen nam er een nieuw land deel: Montenegro. Het land scheurde zich in 2006 af van Servië en Montenegro en vroeg in 2009 om te mogen deelnemen aan de Spelen van de Kleine Staten van Europa, en werd toegelaten. Ook de Faeröer wilden graag participeren, maar werden niet toegelaten omdat het geen onafhankelijke staat is: het is een autonoom gebied van Denemarken.

## Programma

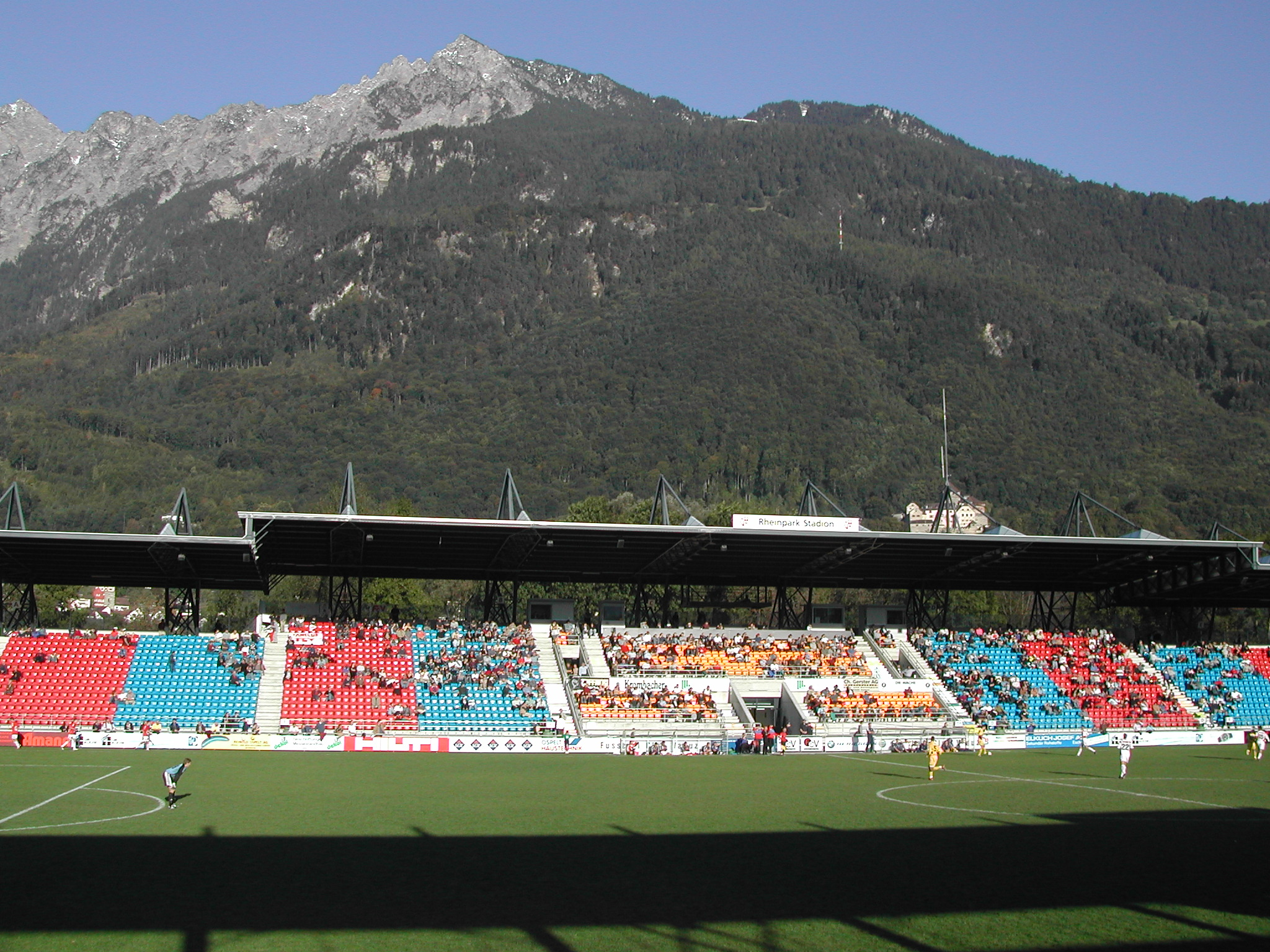
Het Rheinparkstadion in Vaduz, waar de openings- en sluitingsceremonie plaatsvonden.

| ● | Openingsceremonie | ● | Wedstrijddagen | ● | Sluitingsceremonie |

| Onderdeel      | 30-05 | 31-05 | 01-06 | 02-06 | 03-06 | 04-06 | Locatie                          |
| -------------- | ----- | ----- | ----- | ----- | ----- | ----- | -------------------------------- |
| Ceremonies     | ●     |       |       |       |       | ●     | Vaduz                            |
| Atletiek       |       |       | ●     |       | ●     | ●     | Schaan                           |
| Beachvolleybal |       | ●     | ●     | ●     | ●     | ●     | Mauren                           |
| Judo           |       | ●     |       | ●     |       |       | Eschen                           |
| Schietsport    |       | ●     | ●     |       | ●     |       | Balzers en Vaduz                 |
| Squash         | ●     | ●     | ●     | ●     | ●     | ●     | Vaduz                            |
| Tafeltennis    |       | ●     | ●     | ●     | ●     | ●     | Triesen                          |
| Tennis         |       | ●     | ●     | ●     | ●     | ●     | Vaduz                            |
| Volleybal      |       | ●     | ●     | ●     | ●     | ●     | Schaan en Triesenberg            |
| Wielersport    |       | ●     |       | ●     | ●     |       | Gamprin, Ruggell en Schellenberg |
| Zwemmen        |       | ●     | ●     | ●     | ●     |       | Vaduz                            |

## Medaillespiegel
| Plaats | Land          | Goud | Zilver | Brons | Totaal |
| 1      | Cyprus        | 32   | 30     | 20    | 82     |
| 2      | Luxemburg     | 30   | 15     | 27    | 72     |
| 3      | IJsland       | 20   | 23     | 25    | 68     |
| 4      | Malta         | 8    | 12     | 9     | 29     |
| 5      | Liechtenstein | 6    | 10     | 11    | 27     |
| 6      | Monaco        | 6    | 9      | 14    | 29     |
| 7      | Montenegro    | 4    | 2      | 2     | 8      |
| 8      | Andorra       | 3    | 7      | 5     | 15     |
| 9      | San Marino    | 3    | 4      | 11    | 18     |
| Totaal | Totaal        | 112  | 112    | 124   | 348    |

## Deelnemende landen
Er namen negen landen deel aan deze Spelen van de Kleine Staten van Europa. Montenegro debuteerde.
| - Andorra - Cyprus - IJsland - Liechtenstein - Luxemburg | - Malta - Monaco - Montenegro - San Marino |